# Vecpiebalga
Vecpiebalga (deutsch: Alt-Pebalg) ist eine Ortschaft in der Region Vidzeme, dem historischen Livland, im Nordosten Lettlands. Der Ort ist Zentrum der Gemeinde Vecpiebalga (Vecpiebalgas pagasts).

## Geschichte

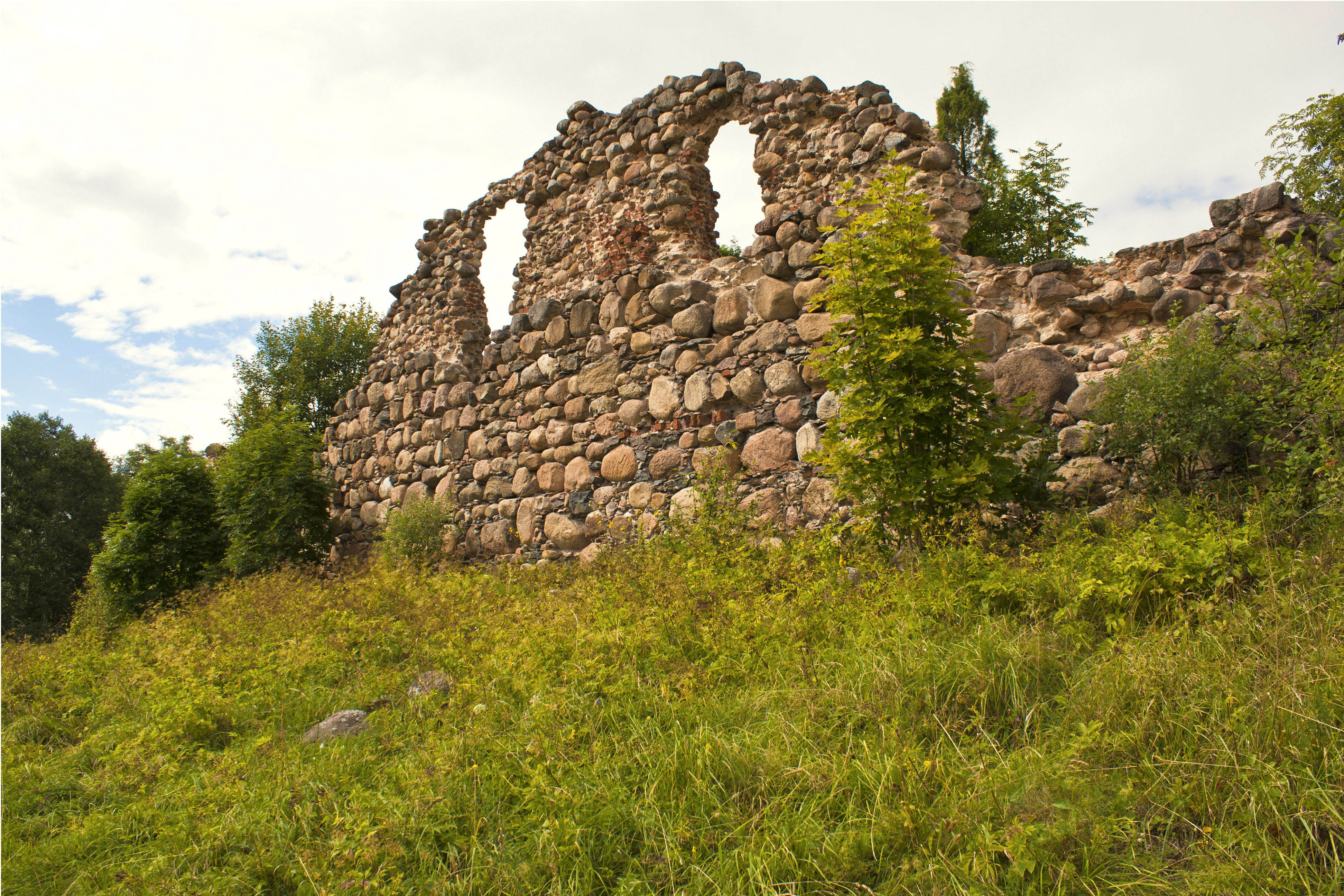
Ruine der Burg Pebalg

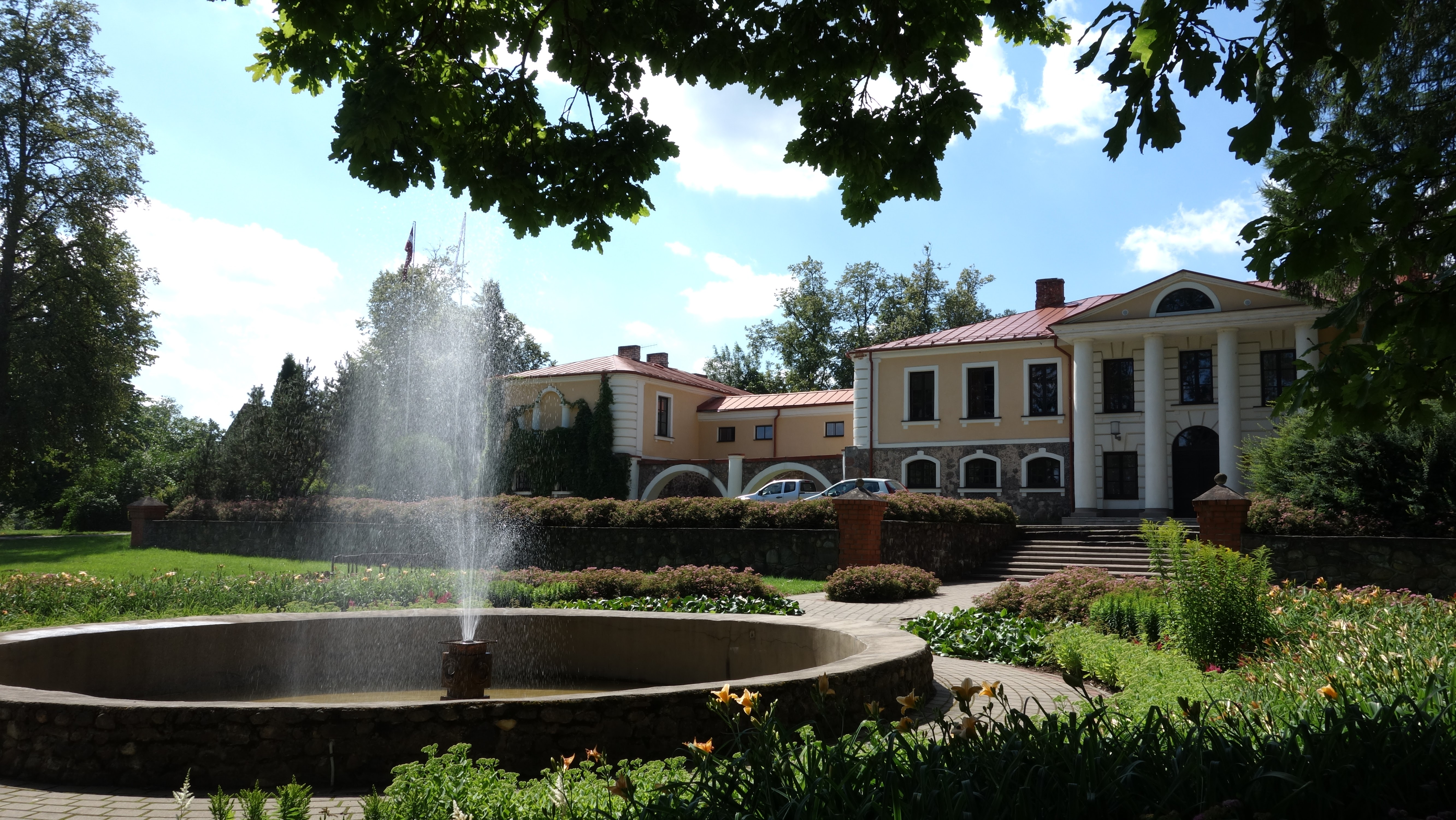
Herrenhaus des Gutes Alt-Pebalg

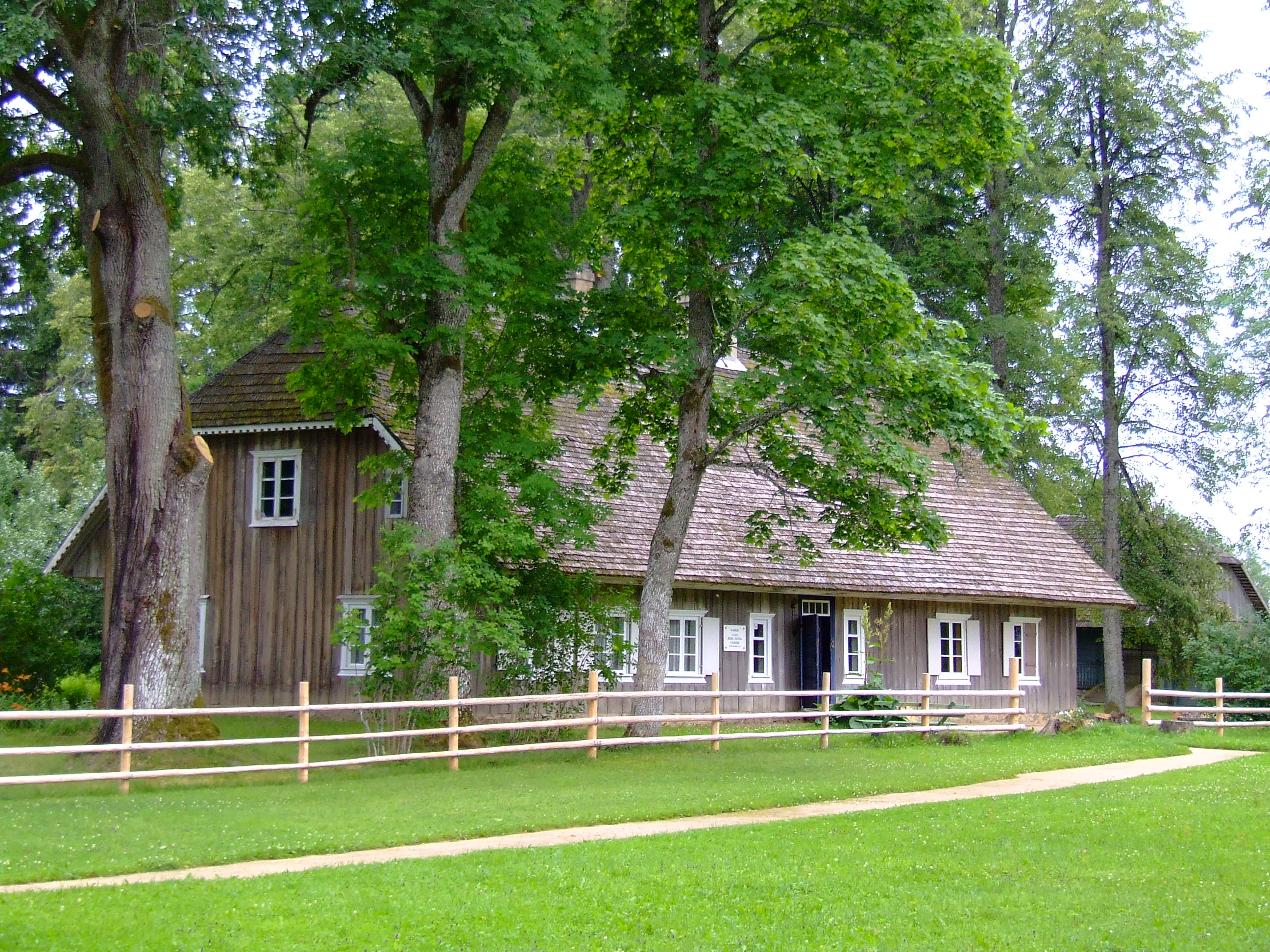
Kalna Kaibēni

Der Erzbischof von Riga ließ beim heutigen Dorf Vecpiebalga die 1318 erstmals erwähnte Burg Pebalg anlegen. Im Livländischen Krieg scheiterte 1559 ein erster Versuch russischer Truppen, die Burg einzunehmen; beim zweiten Versuch im Jahre 1577, als sie Livland besetzten, gelang ihnen dies. Sie wurde nach den Kriegszerstörungen wiederhergestellt, verfiel jedoch im 18. Jahrhundert, so dass seither nur noch Ruinen südöstlich des heutigen Ortes übrig sind.
Die Ortschaft entstand um das Gut Alt-Pebalg, etwa 3 km von der Burg entfernt zwischen zwei Seen gelegen.
Eine Kirche bestand seit 1345, der heutige Bau wurde von 1839 bis 1845 im neugotischen Stil errichtet. Sie wurde im Zweiten Weltkrieg 1944 zerstört und von 1995 bis 1997 restauriert.
Die heutige Mittelschule wurde 1860 gegründet, während der Revolution von 1905 zerstört und in den 1930er Jahren wieder aufgebaut.
Die Gemeinde Vecpiebalga umfasst die Siedlungen Aļmi, Augstlīči, Baltaci, Beitēni, Brekti, Cepļi, Gulbji, Ģibuļi, Kabulēni, Kriemeļi, Kūrēni, Kurmji, Ķāķi, Lībieši, Ļūdiņi, Meirēni, Mūrnieki, Purgaiļi, Ragaiņi, Roznēni, Smetes, Spuldzēni, Staņaudi, Tašķēni, Tomuļi, Vecpiebalga, Veļķumuiža, Vēveri, Vīndedzes, Zeikari und Zēniņi.
Im Gemeindegebiet befindet sich das als Museum hergerichtete Haus Kalna Kaibēni der Brüder Matīss und Reinis Kaudzīte, die 1879 mit dem Roman Mērnieku laiki ein neues Kapitel in der lettischen Literaturgeschichte aufschlugen. Der Roman spielt zum Großteil in Vecpiebalga. Unter dem Titel „Landvermesserzeiten“ erschien er 2012, von Valdis Bisenieks ins Deutsche übersetzt, im Verlag Kaspars Kļaviņš in Salzburg, ISBN 978-3-9503342-0-3.
2009 schlossen sich die Gemeinden Dzērbene, Ineši, Kaive, Taurenes und Vecpiebalga zum Bezirk Vecpiebalga (Vecpiebalgas novads) zusammen, der 2021 im Bezirk Cēsis aufging.

## Persönlichkeiten
- Michael von Reineke (1801–1859), Vizeadmiral, wurde auf Gut Grothusenshof im Kirchspiel Alt-Pebalg geboren
- Maria Guleke (1816–1892), lebte zeitweise im Pastorat Alt-Pebalg bei ihrem Vetter, dem Probst Rudolf Guleke. Sie übersetzte bereits 1883 den Roman der Brüder Kaudzīte (Landvermesserzeiten) ins Deutsche (in gekürzter Fassung).
- Rudolf Guleke (1831–1901), Pastor, Probst
- Reinis Kaudzīte (1839–1920), Lehrer und Schriftsteller, mit seinem Bruder Autor des ersten Romans in lettischer Sprache (s. o.)
- Matīss Kaudzīte (1848–1926), Lehrer, Publizist und Schriftsteller, mit seinem Bruder Autor des ersten Romans in lettischer Sprache  (s. o.)
- Johann Sehwers (1868–1940), Lehrer, Linguist und Schachkomponist
- Kārlis Skalbe (1879–1945), Dichter
- Martyn Iwanowitsch Lazis (1888–1938), kommunistischer Revolutionär, sowjetischer Politiker
- Jānis Andriksons (1912–1967), Eisschnellläufer

## Partnerstadt
- Bürgel (Deutschland) seit 2006